# Birgerius microps
Birgerius microps is een spinnensoort in de taxonomische indeling van de hangmatspinnen (Linyphiidae).
Het dier behoort tot het geslacht Birgerius. De wetenschappelijke naam van de soort werd voor het eerst geldig gepubliceerd in 1911 door Eugène Simon.